# Never Let Me Down
Never Let Me Down je sedmnácté studiové album Davida Bowieho. Jeho nahrávání probíhalo v roce 1986 v Montreux ve Švýcarsku. Album produkovali David Bowie a David Richards a vyšlo v dubnu 1987 u vydavatelství EMI America Records. Skladba Too Dizzy se nachází pouze na 1. vydání alba, ze všech pozdějších reedic byla na přání samotného Bowieho vyřazena. V UK TOP 30 se umístil pouze singl Day-In Day-Out. Píseň Time Will Crawl se v roce 2008 dočkala rockového remixu pro kompilaci iSelect Bowie.

## Seznam skladeb
| Pořadí         | Název                         | Autor                 | Délka |
| -------------- | ----------------------------- | --------------------- | ----- |
| 1.             | Day-In Day-Out                | Bowie                 | 4:38  |
| 2.             | Time Will Crawl               | Bowie                 | 4:18  |
| 3.             | Beat of Your Drum             | Bowie                 | 4:32  |
| 4.             | Never Let Me Down             | Bowie, Carlos Alomar  | 4:03  |
| 5.             | Zeroes                        | Bowie                 | 5:46  |
| 6.             | Glass Spider                  | Bowie                 | 4:56  |
| 7.             | Shining Star (Makin' My Love) | Bowie                 | 4:05  |
| 8.             | New York's in Love            | Bowie                 | 3:55  |
| 9.             | '87 and Cry                   | Bowie                 | 3:53  |
| 10.            | Too Dizzy                     | Bowie, Erdal Kizilcay | 3:58  |
| 11.            | Bang Bang                     | Iggy Pop, Ivan Král   | 4:02  |
| Celková délka: | Celková délka:                | Celková délka:        | 53:07 |

## Obsazení
- David Bowie – zpěv, kytara, klávesy, tamburína, doprovodný zpěv
- Carlos Alomar – kytara, kytarový syntezátor, tamburína, doprovodný zpěv
- Erdal Kizilcay – klávesy, bicí, baskytara, trubka, housle, doprovodný zpěv
- Peter Frampton – kytara
- Philippe Saisse – klávesy, klavír
- Carmine Rojas – baskytara
- Earl Gardner – křídlovka
- Crusher Bennet – perkuse
- Stan Harrison – altsaxofon
- Laurie Frink – trubka
- Steve Elson – barytonsaxofon
- Lenny Pickett – tenorsaxofon
- Robin Clark – doprovodný zpěv
- Loni Groves – doprovodný zpěv
- Diva Gray – doprovodný zpěv
- Gordon Grodie – doprovodný zpěv
- Sid McGinnis – kytara
- Mickey Rourke – rap